# 더 퍼지: 포에버
"더 퍼지: 포에버"(영어: The Forever Purge)는 2021년 공개된 미국의 디스토피아, 액션, 공포 영화이다.  에베라르도 발레리오 고우트가 감독을, 제임스 디모너코가 각본을 맡았다. 영화 《더 퍼지》 시리즈의 다섯 번째이자 마지막 작품이며, 2016년 영화 《더 퍼지: 일렉션 이어》의 후속편이다.

## 출연
- 아나 데라레게라 - 아델라 역
- 테노치 우에르타 - 후안 역
- 조시 루커스 - 딜런 터커 역
- 캐시디 프리먼 - 캐시 터커 역
- 레븐 램빈 - 하퍼 터커 역
- 알레한드로 에다 - T. T. 역
- 윌 패튼 - 케일럽 터커 역
- 새미 로티비 - 대리어스 역
- 잔 매클라넌 - 치아고 역
- 윌 브리테인 - 커크 역
- 제프리 돈보스 - 일라이자 "알파" 하딘 역
- 수지 에브로메잇 - 마더 하딘 역

## 수상
- 2021년 제25회 부천국제판타스틱영화제 후보 월드 판타스틱 레드